# Przywidzki
Przywidzki – kaszubski herb szlachecki, odmiana herbu Leliwa.

## Opis herbu
Opis z wykorzystaniem zasad blazonowania, zaproponowanych przez Alfreda Znamierowskiego:
Na tarczy dwudzielnej w słup, w polu prawym, błękitnym, półksiężyc złoty, nad którym takaż gwiazda, w polu lewym, błękitnym krzyż złoty, na którym kruk czarny. Klejnot: Nad hełmem w koronie siedem piór strusich. Labry: błękitne, podbite złotem.

## Najwcześniejsze wzmianki
Jedyna wzmianka na temat takiego herbu znajduje się w pracy Uruskiego Rodzina. Herbarz szlachty polskiej. Podług Uruskiego odmiana przysługiwała Przywidzkim z Przywidza koło Gdańska w woj. pomorskim.
Przemysław Pragert zalicza Przywidzkich do drobnej szlachty kaszubskiej (mieli używać przydomków Kętych, Kuntor), a sam herb miał według niego powstać w wyniku jakiś koligacji rodzinnych (poprzez połączenie herbu Leliwa i Jezierzy).

## Rodzina Przywidzkich
Drobna szlachta kaszubska ze wsi Przywidz koło Gdańska. W roku 1570 wzmiankowany jest tam Grzegorz Kuntor. W czasach późniejszych Przywidzcy używali tego nazwiska jako przydomka; kolejne wzmianki dotyczą m.in. podwójnego nazwiska (1611, Wojciech Przywidzki-Kontor). Drugim przydomkiem używanym przez rodzinę był Kętych (1582, Wojciech Kętych Przywidzki). W wieku XVII rodzina najwyraźniej utraciła gniazdową wieś, za to notowano ją we wsi Zbrachlin (1648, 1682). Do znanych członków tej rodziny należą: Jakub Przywidzki, jezuita, kaznodzieja (1682), Antoni, podporucznik wojsk koronnych (1791) i Wojciech Przywidzki, w latach 1662-86 ławnik świecki. Przywidzcy składali w 1772 przysięgę królowi pruskiemu ze wsi: Kamień i Raciniewo.

## Herbowni
Przywidzki (Przywicki) także z przydomkami Kętych i Kuntor (Kontor).
Kaszubscy Przywidzcy notowani są przeważnie z herbem Leliwa, który daje im większość polskich i niemieckich herbarzy. Herb własny pojawia się tylko u Uruskiego. Prawdopodobnie jednak nawet przypisanie ich do polskiej Leliwy jest błędem, najpewniej używali oni podobnego, rodzimego herbu. Być może wyglądał on jak herb rodziny Piotroch, która też nosiła przydomek Kunter.